# Cassio Severo
Cassio Severo (in latino Cassius Severus; ... – Serifo, 34) è stato un oratore romano.

## Biografia
Ben noto ai contemporanei per i suoi scritti dalle idee repubblicane, fu protagonista del processo contro Nonio Asprenate, amico intimo di Augusto. Per questi motivi nel 9 a.C.  fu relegato a Creta, dove continuò a scrivere libelli contro il principato. Nel 24  Tiberio trasformò la sua relegatio in esilio, che comportava la confisca dei beni e venne trasferito a Serifo, nelle Cicladi, dove morì nella miseria più assoluta.